# 山科敬言
山科敬言（やましな のりとき、寛保2年（1742年）3月19日 - 安永7年1778年）2月3日）は、江戸時代中期の公卿。

## 官歴
- 延享2年（1745年）：従五位下
- 寛延2年（1749年）：従五位上、内蔵頭
- 宝暦2年（1752年）：正五位下
- 宝暦5年（1755年）：従四位下
- 宝暦8年（1758年）：右近権少将、従四位上
- 宝暦11年（1761年）：左近権中将、正四位下
- 明和元年（1764年）：従三位
- 明和5年（1768年）：正三位
- 明和7年（1770年）：参議
- 安永元年（1772年）：左衛門督
- 安永2年（1773年）：踏歌節会外弁
- 安永4年（1775年）：権中納言
- 安永6年（1777年）：従二位

## 系譜
- 父：山科頼言
- 母：梅園久季の娘
- 弟：西大路隆要
- 弟：西大路隆良
- 子：山科忠言